# جامع الكيخيا (صيدا)
جامع الكيخيا هو أحد المساجد القديمة في مدينة صيدا بجنوب لُبنان. شُيِّد سنة 1033هـ = 1624م، وقيل قبل ذلك، من طرف الحاج مُصطفى الكتخدا، فعُرف لفترةٍ من الزمن باسم «مسجد الكتخدا»، بكسر الكاف. لكنَّ صُعُوبة لفظ الاسم وكثرة تداوُله أدَّتا إلى تحريفه ليُصبح «جامع الكيخيا». ويُشاع وسط العامَّة أنَّ «الكتخدا» لقبٌ أُسري لباني المسجد، غبر أنَّ المُؤرِّخ اللُبناني الصيداوي الدكتور طلال المجذوب بأنَّ هذا اللقب صفة لمُمثل الوالي العُثماني للمدينة، وليس لقبًا عائليًّا.أ[›]
يقع الجامع داخل صيدا القديمة قُرب مقهى الزُجاج التُراثي، شمال مسجد قطيش. وهو مبنيٌّ وفق الطراز العُثماني، ويتشابه مع جامع الشرفلي في إستنبول، إذ يُمثِّل كلاهما المدرسة المعماريَّة التي عرفتها ديار الإسلام في القرنين الثاني والثالث عشر الهجريين.
يقول الصيداويين من سُكَّان المدينة القديمة أنَّ لوحةً تُشير إلى تاريخ بناء المسجد وُجدت سابقًا بداخله، لكنَّها اختفت، لا سيَّما وأنَّ المسجد استُخدم مزارًا من قبل العائلات الفلسطينيَّة النازحة بعد النكبة سنة 1948م. أُغلق هذا المسجد في وقتٍ لاحق، واستمرَّ مغلقًا لفترةٍ طويلة، إلى أن أُعيد ترميمه في تسعينيَّات القرن العشرين وفُتحت أبوابه للمُصلِّين. كما اشتهر هذا المسجد بساعته الشمسيَّة التي كانت تُزيِّن مدخله من الداخل، ولم يبقَ لها أثر نتيجة الهدم الذي تعرَّض له. للمسجد مدخل واحد من جهته الشرقيَّة، وعلى بابه سبيل ماء، وكان يتوسط صحن المسجد الكبير بركة ماء مُعيَّنة كانت تُستخدم للوضوء إلَّا أنَّها أُزيلت. وفي الجهة الغربية للمسجد خمس غُرف كانت مُخصصَّة لاستقبال الدراويش وأبناء السبيل وطُلَّاب العلم، وفي إحدى الغُرف كانت تُقام حلقات الذكر وسميت بالزاوية الشاذليَّة.
كان الشيخ يُوسُف الأسير من أبرز العُلماء الذين ارتبط اسمهم بهذا المسجد، إذ درَّس فيه عدَّة شُهُورٍ بعد عودته من الديار المصريَّة سنة 1841م بعد أن لازم الأزهر سبع سنوات. ولم يطل به الأمد، إذ غادر صيدا في السنة ذاتها إلى طرابُلس الشَّام.

## حاشية
- ^ أ: «الكَتْخُدَا» لقبٌ فارسيّ منحوت من «كد» وتعني «البيت»، و«خُدا» بمعنى «الرب» - أي رب البيت - وتُطلق في الفارسيَّة على السيِّد المُوقَّر والملك. أمَّا عند العُثمانيين فقد أُطلقت على المسؤول أو الوكيل أو المُعتمد أو الأمين. وتردُ أيضًا بلفظ «كيخيا» أو «كاخيا» أو «كخيا» أو «كِهْيا».[7]